# Topoľčianky
Topoľčianky és un poble i municipi d'Eslovàquia que es troba a la regió de Nitra, al sud-oest del país. La primera menció escrita de la vila es remunta al 1293.

## Demografia
| Godina             | 1994 | 2004   | 2014   | 2024   |
| ------------------ | ---- | ------ | ------ | ------ |
| Nombre de persones | 2935 | 2877   | 2705   | 2608   |
| Diferència         |      | −1,97% | −5,97% | −3,58% |

| Godina             | 2023 | 2024   |
| ------------------ | ---- | ------ |
| Nombre de persones | 2617 | 2608   |
| Diferència         |      | −0,34% |